# Amherst (Maine)
Amherst város az USA Maine államában, Hancock megyében. Lakosainak száma 248 fő (2020. április 1.).

## Népesség
A település népességének változása:

| 2010 | 265 |
| 2020 | 248 |